# Pithotomus rufiventris
Pithotomus rufiventris là một loài tò vò trong họ Ichneumonidae.